# Paul Aron
Paul Albert Aron (auch Paul Aaron; geboren 9. Januar 1886 in Dresden; gestorben 6. Februar 1955 in New York) war ein deutsch-US-amerikanischer Pianist, Komponist, Regisseur, Dirigent, Veranstalter, Bearbeiter, Pädagoge und Übersetzer.

## Leben
Der Kaufmannssohn besuchte in Dresden das Wettiner Gymnasium, studierte dann zwei Jahre Jura in München, wo er bereits Unterricht bei Max Reger erhielt. Er folgte diesem als Kompositionsstudent an das Leipziger Konservatorium und war dort auch Schüler Robert Teichmüllers. In der Folge konzertierte er häufig mit Reger als Klavierduo. Im Oktober 1921 rief er in Dresden zur Subskription für seine private, nicht institutionalisierte Konzertreihe „Neue Musik Paul Aron“ auf, in der er zwischen 1921 und 1931 über 50 Konzerte mit mehr als 200 Werken zeitgenössischer Komponisten aufführte. Zusammen mit dem Geiger Francis Koene und dem Cellisten Karl Hesse bildete Aron 1927 das „Neue Dresdner Trio“, mit welchem er mindestens bis 1930 nicht nur in Dresden, sondern auch in anderen deutschen Städten sowie im Ausland auftrat.
Bei der Machtübergabe an die Nationalsozialisten im Jahr 1933 musste er in die Tschechoslowakei fliehen und war zunächst dort in Teplitz-Schönau und in Aussig tätig. Gelegentlich war er – unter großen Gefahren – für den Jüdischen Kulturbund in Dresden und in Chemnitz aufgetreten. Er ging von Teplitz aus nach Prag, konnte dort aber ebenfalls nur schwer Fuß fassen.
Kurz vor dem Einmarsch der deutschen Wehrmacht in die Tschechoslowakei 1939 floh er weiter nach Kuba. Ab 25. Februar 1941 lebte er in den USA vor allem als Klavierlehrer, Übersetzer und Bearbeiter. 1953/54 gründete er dort mit dem Regisseur Morton Siegel die avantgardistische Gruppe „The Opera Players“ und führte mit diesem Opernwerke u. a. von Darius Milhaud, Kurt Weill und Ernst Toch auf.
69-jährig erlag er schließlich in New York City einem Herzinfarkt.